# Wybory do Sejmu Litwy Środkowej
Wybory do Sejmu Litwy Środkowej odbyły się 8 stycznia 1922 roku. Głosujący wybierali 106 posłów. 
Wybory zarządził 30 listopada 1921 gen. Lucjan Żeligowski. Odbyły się one w dziesięciu okręgach wyborczych według ordynacji z 1 grudnia 1921 roku wprowadzonej dekretem prezesa Tymczasowej Komisji Rządzącej, wzorowanej na ordynacji ogłoszonej przez Żeligowskiego 28 listopada 1920 roku. Prawo głosowania mieli obywatele, którzy ukończyli 21 lat, urodzili się na Wileńszczyźnie i mieszkali na niej co najmniej przez pięć lat przed 1914 rokiem. W trakcie wyborów porządku w lokalach wyborczych mieli pilnować nie policjanci ani wojsko, tylko Związek Bezpieczeństwa Kraju (ZBK). Miało to uchronić organizatorów wyborów przed zarzutem wywierania nacisku na wyborców. W dniu wyborów wyprowadzono także z Wilna wojsko tam stacjonujące.

## Sytuacja polityczna przed wyborami
Siły polityczne działające na terenie Litwy Środkowej przedstawiały dzieliły się na dwa obozy. Pierwszy dążył do udziału w wyborach i do zapewnienia jak największej frekwencji. Do tych środowisk należały przede wszystkim partie polskie oraz białoruski „Związek Krajowy”. Partie litewskie, żydowskie i część partii białoruskich zbojkotowały wybory. Nieliczna mniejszość rosyjska wystawiła w wyborach jedną listę w okręgu brasławskim. Inne mniejszości były raczej neutralne.

## Okręgi wyborcze
| Numer | Obszar         | Gminy | Liczba posłów |
| ----- | -------------- | --- | ------------- |
| 1     | Szyrwinty      | Dukszty, Giedrojcie, Giełwany, Janiszki, Kukuciszki, Łyngmiany, Malaty, Muśniki, Owanta, Szyrwinty                         | –             |
| 2     | Święciany      | Daugieliszki, Janiszki, Kiemieliszki, Łyngmiany, Łyntupy, Michałowo, Nowe Święciany, Święciany, Zabłociszki, Żukojnie      | 11            |
| 3     | Komaje         | Dubatówka, Jasiew, Kobylnik, Komaje, Kukuciszki, Mielegiany, Szemetowszczyzna, Świr, Twerecz, Wiszniew, Wojstom, Zanarocze | 8             |
| 4     | Oszmiana       | Bienica, Dziewieniszki, Graużyszki, Holszany, Krewo, Kucewicze, Oszmiana, Polany, Smorgonie, Soły                          | 11            |
| 5     | Troki          | Landwarowo, Merecz, Olkieniki, Orany, Rudziszki, Troki (gmina wiejska), Troki                                              | 6             |
| 6     | Wysoki Dwór    | Butrymańce, Daugi, Hanuszyszki, Jewie, Merecz, Niedzingi, Olkieniki, Orany, Stokliszki, Sumiliszki, Wysoki Dwór            | –             |
| 7     | Wilno Północ   | Bystrzyca, Mejszagoła, Mickuny, Niemenczyn, Podbrzezie, Rzesza                                                             | 8             |
| 8     | Wilno Południe | Rudomino, Rukojnie, Soleczniki, Szumsk, Turgiele, Worniany                                                                 | 10            |
| 9     | Wilno – miasto | Wilno | 18            |
| 10    | Lida           | Bielica, Bieniakonie, Dokudowo, Ejszyszki, Honczary, Lida (gmina wiejska), Lida, Poleckiszki, Raduń, Żyrmuny               | 12            |
| 11    | Wasiliszki     | Lack, Lebioda, Myto, Nowy Dwór, Orla, Ostryna, Różanka, Sobakińce, Szczuczyn, Tarnowo, Wasiliszki, Zabłoć, Żołudek         | 13            |
| 12    | Brasław        | Brasław, Dryświaty, Dukszty, Opsa, Plusy, Rymszany, Słobódka, Smołwy, Widze                                                | 9             |

źródło

## Przebieg wyborów
Głosowanie przebiegało spokojnie. Wybory odbywały się w komisjach o zróżnicowanym tle narodowościowym. Niższa frekwencja mogła wynikać z faktu, że lokale wyborcze były zlokalizowano często w odległości kilku kilometrów od wsi i były zorganizowane w chatach chłopskich. Wybory odbywały się w styczniu - w warunkach pogodowych silnego mrozu. W wyborach mężczyźni i kobiety głosowały na równi, jednak w praktyce włościanki często zostawały w domu opiekując się dziećmi. Incydenty wyborcze były nieliczne. W Oszmianie aresztowano jedną osobę próbującą agitować w lokalu wyborczym. Podobne zajścia miały miejsce w obwodzie wielbutowskim w gminie Graużyskiej. 

## Wyniki wyborów i frekwencja

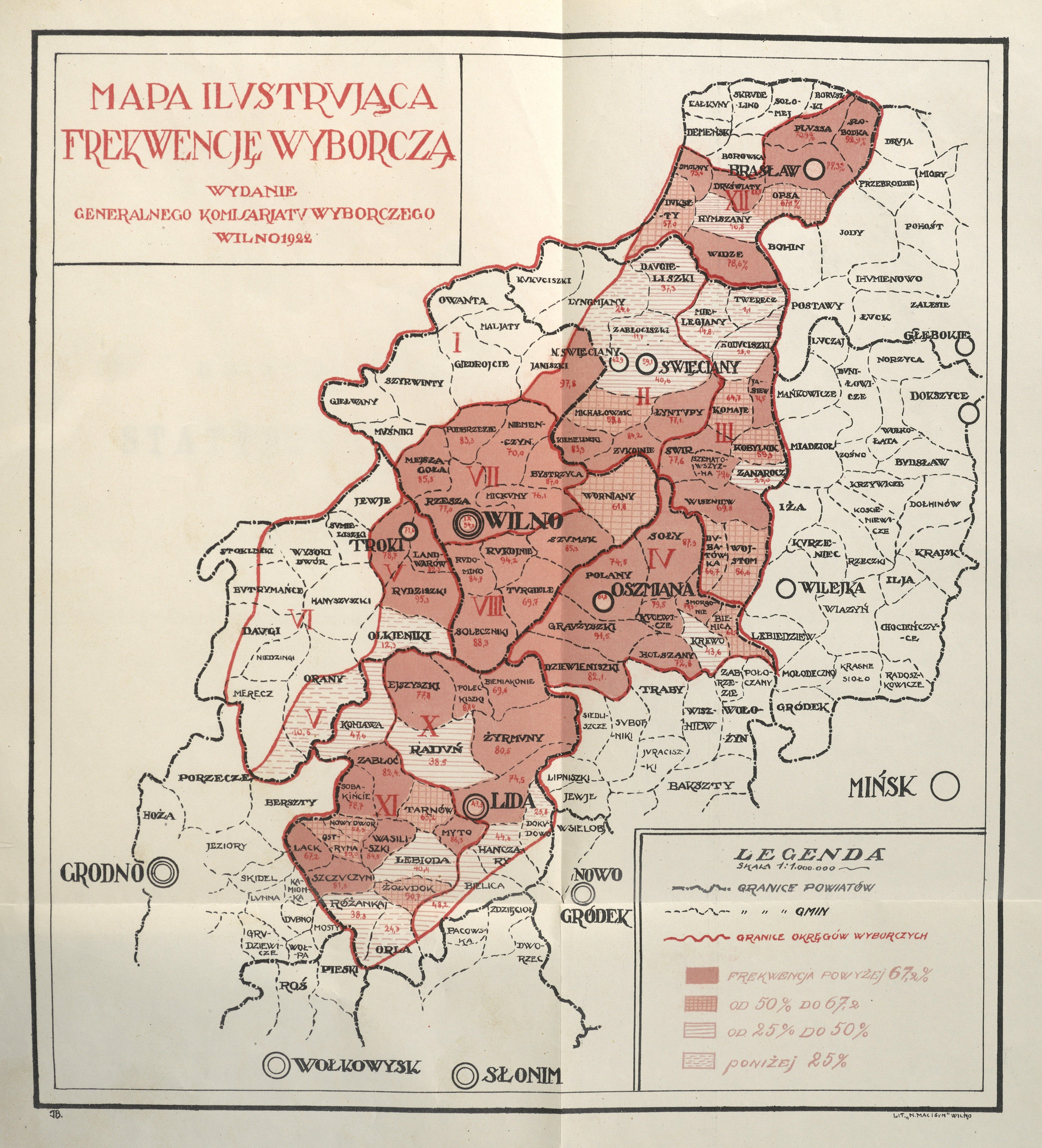
Mapa frekwencji wyborczej w wyborach do Sejmu Litwy Środkowej w 1922 roku

### Wyniki
| Lista  | Lista                                            | Głosy w miastach | Głosy na wsi | Suma głosów | % głosów | Mandaty |
| ------ | ------------------------------------------------ | ---------------- | ------------ | ----------- | -------- | ------- |
|        | Polski Centralny Komitet Wyborczy                | 39.287           | 50.342       | 89.629      | 36,29%   | 40      |
|        | Rady Ludowe                                      | 2.085            | 57.433       | 59.518      | 24,10%   | 29      |
|        | Polskie Stronnictwo Ludowe                       | 1.667            | 22.705       | 24.372      | 9,87%    | 12      |
|        | Blok Demokratyczny                               | 434              | 19.732       | 20.157      | 8,16%    | 9       |
|        | Polski Związek Ludowy „Odrodzenie”               | 745              | 21.268       | 22.013      | 8,91%    | 7       |
|        | Listy Lokalne                                    | 3.001            | 18.264       | 21.265      | 8,61%    | 6       |
|        | Polska Partia Socjalistyczna Litwy i Białorusi   | 5.451            | 60           | 5.511       | 2,23%    | 2       |
|        | Polski Demokratyczny Komitet Wyborczy            | 2.558            | 255          | 2.813       | 1,14%    | 1       |
|        | Związek Krajowy (Białoruskie Stronnictwo Ludowe) | 10               | 1.702        | 1.712       | 0,69%    | 0       |
| źródło | źródło                                           | 55.238           | 191.761      | 246.990     | 100%     | 106     |

Największy sukces w wyborach odniosła lista Polskiego Centralnego Komitetu Wyborczego, która grupowała stronnictwa silnie powiązane z ogólnopolskim obozem endeckim i chadeckim, opowiadająca się za bezwarunkową i szybką inkorporacją regionu w skład RP, bez żadnej autonomii lokalnej dla Białorusinów i Litwinów. Posłowie z tej listy zasiedli w klubie Zespołu Stronnictw i Ugrupowań Narodowych. Na drugim miejscu uplasowały się Rady Ludowe z 29 wybranymi parlamentarzystami. Kolejne miejsca zajęła lista Polskiego Stronnictwa Ludowego (związana z PSL „Piast”) – 12 miejsc, Blok Demokratyczny (koalicja autonomistów i federalistów startująca w Lidzie i Wasiliszkach) – 9 miejsc, Polski Związek Ludowy „Odrodzenie-Wyzwolenie” (związany z PSL „Wyzwoleniem”) – 7, Listy Lokalne (startujące w Brasławiu) – 6, PPS Litwy i Białorusi (autonomiczna część Polskiej Partii Socjalistycznej) – 2, Polski Demokratyczny Komitet Wyborczy – 1 miejsce. Żadnych mandatów nie udało się zdobyć białoruskiemu Związkowi Krajowemu.

### Frekwencja
Frekwencja wyniosła 64,35% – największa była w okręgu Wilno Północ (78,85%), najmniejsza w Komajach – 52,36% i samym Wilnie (ze względu na bojkot ludności żydowskiej) – 54,80%.
Wśród Polaków głosowało 80,8% uprawnionych, Litwinów poszło do urn jedynie 8,2%, Żydów 15,3%, a Białorusini stawili się do urn w niecałej połowie – 41%. 

## Wybrani posłowie
W Sejmie Litwy Środkowej posłowie należeli do następujących klubów:
| Klub   | Klub                                           | Liczba posłów |
| ------ | ---------------------------------------------- | ------------- |
|        | Zespół Stronnictw i Ugrupowań Narodowych       | 43            |
|        | Rady Ludowe                                    | 27            |
|        | Polskie Stronnictwo Ludowe Ziemi Wileńskiej    | 13            |
|        | Grupa Włościańska                              | 7             |
|        | Związek Ludowy „Odrodzenie-Wyzwolenie”         | 6             |
|        | Stronnictwo Demokratyczne                      | 4             |
|        | Związek Ludowy Odrodzenie                      | 3             |
|        | Polska Partia Socjalistyczna Litwy i Białorusi | 3             |
| źródło | źródło                                         | 106           |